# Sân bay Luozi
Sân bay Luozi (IATA: LZI, ICAO: FZAL) là một sân bay ở Luozi, Cộng hòa Dân chủ Congo.